# Ungarische Squash-Meisterschaften
Die ungarischen Squash-Meisterschaften sind ein Wettbewerb zur Ermittlung des nationalen Meistertitels im Squash in Ungarn. Ausrichter ist der Magyar Fallabda Szövetség.
Seit 1989 werden die Meisterschaften bei den Herren und den Damen jährlich ausgetragen. Rekordhalter sind Márk Krajcsák bei den Herren mit 14 Titeln sowie Edina Szombati und Helga Hajnal bei den Damen mit je sechs Titeln.

## Ungarische Meister
Die Nummern in Klammern hinter den Namen geben die Anzahl der gewonnenen Meisterschaften wieder. Folgende Spieler konnten die Meisterschaft gewinnen:
| Jahr | Herren             | Damen                 |
| ---- | ------------------ | --------------------- |
| 1989 | Tamás Tábori       | Andrea Kuraly         |
| 1990 | Gábor Krasznai     | Andrea Kuraly (2)     |
| 1991 | József Püski       | Andrea Kuraly (3)     |
| 1992 | Gábor Krasznai (2) | Tímea Buday           |
| 1993 | Gábor Krasznai (3) | Yvett Varga           |
| 1994 | Gábor Kósa         | Tímea Buday (2)       |
| 1995 | Gábor Kósa (2)     | Tímea Buday (3)       |
| 1996 | András Török       | Yvett Varga (2)       |
| 1997 | András Török (2)   | Tímea Buday (4)       |
| 1998 | András Török (3)   | Tímea Buday (5)       |
| 1999 | András Török (4)   | Judit Varga           |
| 2000 | András Török (5)   | Éva Feredős           |
| 2001 | András Török (6)   | Judit Varga (2)       |
| 2002 | András Török (7)   | Edina Szombati        |
| 2003 | András Török (8)   | Judit Varga (3)       |
| 2004 | Márk Krajcsák      | Edina Szombati (2)    |
| 2005 | Márk Krajcsák (2)  | Edina Szombati (3)    |
| 2006 | Márk Krajcsák (3)  | Linda Páj             |
| 2007 | Márk Krajcsák (4)  | Zsuzsa Bíró           |
| 2008 | Márk Krajcsák (5)  | Helga Kecse-Nagy      |
| 2009 | Márk Krajcsák (6)  | Helga Kecse-Nagy (2)  |
| 2010 | Márk Krajcsák (7)  | Edina Szombati (4)    |
| 2011 | Márk Krajcsák (8)  | Helga Hajnal 1 (3)    |
| 2012 | Márk Krajcsák (9)  | Edina Szombati (5)    |
| 2013 | Márk Krajcsák (10) | Edina Szombati (6)    |
| 2014 | Márk Krajcsák (11) | Helga Hajnal (4)      |
| 2015 | Márk Krajcsák (12) | Gabriella Csókási     |
| 2016 | Márk Krajcsák (13) | Helga Hajnal (5)      |
| 2017 | Márk Krajcsák (14) | Helga Hajnal (6)      |
| 2018 | Balázs Farkas      | Gabriella Csókási (2) |
| 2019 | Balázs Farkas (2)  | Hannah Chukwu         |
| 2020 | Balázs Farkas (3)  | Hannah Chukwu (2)     |
| 2021 | Balázs Farkas (4)  | Hannah Chukwu (3)     |
| 2022 | Balázs Farkas (5)  | Hannah Chukwu (4)     |
| 2023 | Balázs Farkas (6)  | Hannah Chukwu (5)     |
| 2024 | Balázs Farkas (7)  | Hannah Chukwu (6)     |

 1 Helga Kecse-Nagy trat nach ihrer Heirat unter ihrem neuen Namen Helga Hajnal an.